# Universidade de Pau
A Universidade de Pau (Université de Pau et des Pays de l'Adour; UPPA) é uma universidade francesa com cerca de 12 mil estudantes situada em Pau (département Pirenéus Atlânticos), de Baiona, Tarbes e Mont-de-Marsan. Foi fundada em 1972.